# Рудник Гарден-Велл
Рудник Гарден-Велл – гірничодобувний майданчик на заході Австралії, одна з найбільших копалень в історії рудного поля Ерілстун (Erilstoun). 
Золоторудне родовище гарден-Велл виявили в 2008-му та ввели в розробку вже в 2011 році. За первісним проектом протягом 9 років мали вилучити 35 млн тонн руди, що дало б можливість отримати 49 тонн золота. Втім, станом на кінець березня 2020-го залишкові запаси кар’єру все ще оцінювались у 17 млн тонн руди та 12,7 тонни золота (не рахуючи ресурсів у 50 млн тонн руди та 40 тонн золота), тому ведення робіт відкритим способом мало тривати до кінця 2025 року. Проектну глибину кар’єру визначили як 265 метрів. 
Окрім головного кар’єру до рудника також належали відкриті розробки на покладах-сателітах «Tooheys Well», «Russell’s Find» та «Erlistoun».
В 2023-му ввели в дію підземний рудник Гарден-Велл-Соуз, який має відпрацювати південне продовження рудного тіла до глибини біля 500 метрів. В межах його облаштування спорудили транспортний ухил Балкау, вхідний портал якого знаходиться в головному кар’єрі на глибині у 130 метрів. Запаси проекту Гарден-Велл-Соуз визначили у 0,9 млн тонн руди та 3 тонни золота (крім того, ресурси категорії показані у 0,95 млн тонн руди та 2,9 тонни золота).
У 2024-му запустили ще один проект підземного видобутку Гарден-Велл-Мейн. Його запаси оцінили у 1,2 млн тонн руди та 2,8 тонни золота (крім того, ресурси категорії показані у 2 млн тонн руди та 6,3 тонни золота).
Руда надходить на належну до копальні фабрику з вилучення золота, що використовує традиційну технологію «вугілля-в-пульпі» та видала першу проудкцію в 2012 році. Пропускну здатність фабрики визначили як 5 млн тонн руди на рік з огляду на прийом продукції з розташованого неподалік рудника Роузмонт.
Проект реалізувала компанія Regis Resources.